# أخرج مناديلك (فلم)
أخرج مناديلك  (بالإنجليزية: Get Out Your Handkerchiefs) هو فيلم كوميدي تم إنتاجه في فرنسا وصدر في سنة 1978.

## طاقم التمثيل
- جيرارد ديبارديو
- ميشال سيرو

### ترشيحات وجوائز
| السنة | الحدث  | الفئة           | النتيجة  |
| ----- | ------ | --------------- | -------- |
|       | أوسكار | أفضل فيلم أجنبي | فـــــوز |

## وصلات خارجية
- مقالات تستعمل روابط فنية بلا صلة مع ويكي بيانات

1. ↑  Fuller، Richard (مارس 1979). "A Disney Irregular". Cincinnati. ص. 71.
2. ↑  Masun، Janet (4 يناير 1979). "Critics Cite 'Get Out Your Handkerchiefs'". نيويورك تايمز. مؤرشف من الأصل في 2018-01-04. اطلع عليه بتاريخ 2016-09-03.
3. ↑  Variety Staff (1977). "Preparez Vos Mouchoirs". فارايتي (مجلة). مؤرشف من الأصل في 2020-03-02. اطلع عليه بتاريخ 2013-02-25.